# Itsasmuseum Bilbao
L'Itsasmuseum de Bilbao (Museo Marítimo Ría de Bilbao en castellà, Bilboko Itsasadarra Itsas Museoa en euskera) és un museu situat a la ciutat de Bilbao. Es troba al barri d'Indatxu, en els terrenys on abans hi havia les drassanes Euskalduna. A prop hi ha el Pont Euskalduna i el Palau Euskalduna. Les seves exposicions pretenen difondre el patrimoni marítim vinculat a la ria de Bilbao i el seu entorn. Es va inaugurar el 20 de novembre de 2003. En el moment del seu cinquè aniversari, 323.000 persones havien visitat el museu, que va exposar 28 vaixells i ha rebut 21 exposicions temporals.
El museu té una superfície de 27.000 m² repartits entre l'interior i una esplanada exterior on encara es conserven els dics de l'antiga drassana, a més d'una grua restaurada anomenada "la Carola".

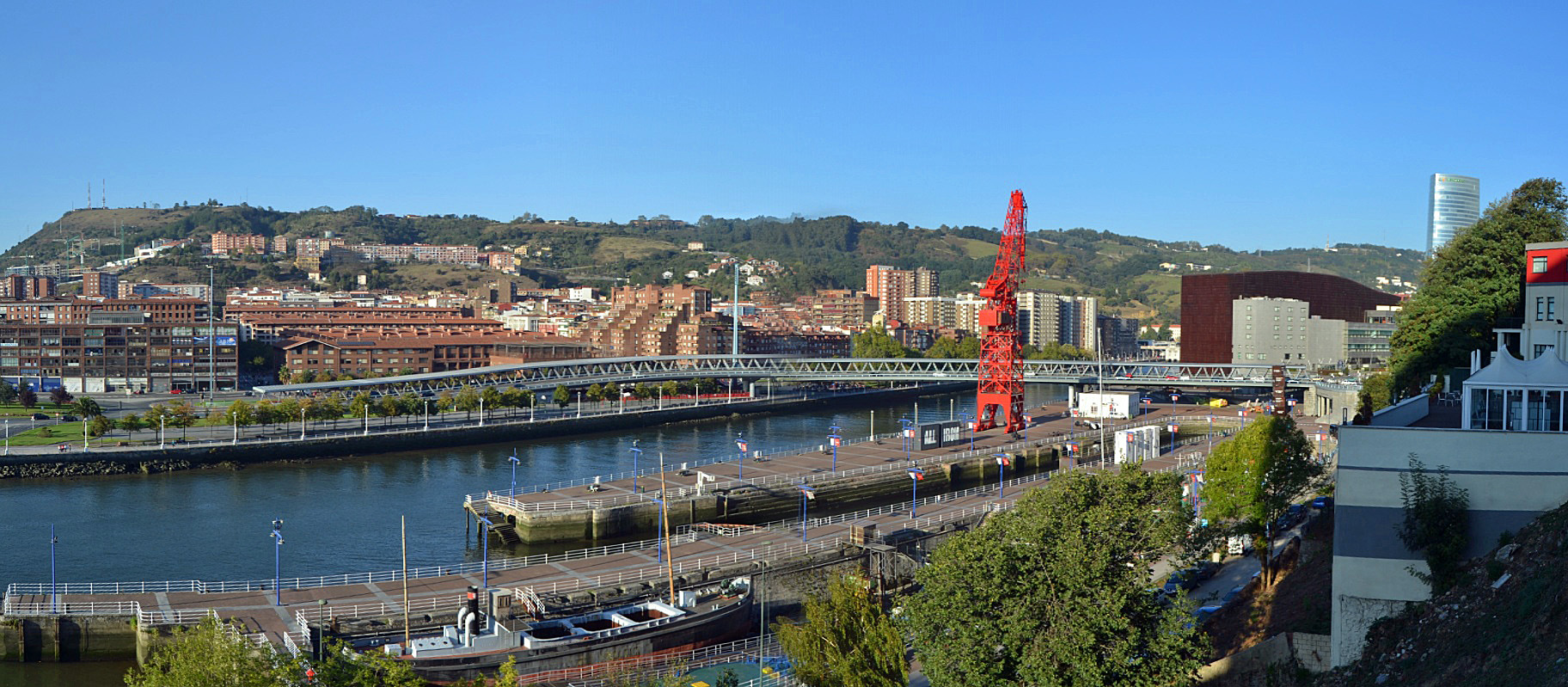
Itsasmuseum, Grua Karola i Pont Euskalduna